# کیا پگاس
کیا پگاس یک سدان سگمنت بی است که در چین توسط دانگ فنگ یودا کیا ساخته می‌شود. این خودرو در چین و بخش‌هایی از خاورمیانه عرضه می‌شود و به عنوان کیا سولوتو در بخش‌هایی از آمریکای جنوبی و آسیای جنوب شرقی فروخته شده‌است.

## بررسی
کیا پگاس اولین بار در نمایشگاه اتومبیل ۲۰۱۷ نشان داده شد. بر اساس پلت فرم PB استفاده شده در کیا ریو و با هدف جذب خریداران جوان ساخته شده‌است. قدرت خودرو از یک موتور ۱٫۴ لیتری ۴ سیلندر خطی کاپا است که ۹۴ اسب بخار قدرت را به چرخهای جلو منتقل می‌کند.
پگاس در اوت سال ۲۰۱۷ در چین و در سال ۲۰۱۸ در مصر عرضه شد. این خودرو نخستین بار در فیلیپین و ویتنام تحت نام سولوتو در ۲۰۱۹ به فروش رسید.

## مشخصات

### سیستم ترمزها
- نوع سیستم ترمز: دارای سیستم ABS و EBD
- نوع دیسک و کالیبر ترمز جلو: دیسکی خنک شونده
- نوع دیسک و کالیبر ترمز عقب: دیسکی

### سیستم تعلیق و فرمان
- نوع سیستم تعلیق: مک فرسون
- نوع سیستم فرمان: هیدرولیک

### عملکرد اتومبیل
- استاندارد آلایندگی: یورو ۵
- ستاره ایمنی: Euroncap Euro-NCAP 5

### امکانات رفاهی و آپشن‌ها
- کیسه‌های هوا (نوع و تعداد): راننده / سرنشین / جانبی
- سیستم‌های امنیتی و حفاظتی: سیستم ضد سرقت، کمربند ایمنی پیش کشنده ۳ نقطه ای، قفل مرکزی
- سیستم‌های تهویه مطبوع: سیستم تهویه مطبوع دستی
- سیستم صندلی‌های جلو و عقب: تنظیم دستی
- سیستم آینه‌ها: تنظیم برقی مجهز به گرمکن
- سیستم شیشه‌ها: شیشه بالابرهای برقی
- سیستم‌های سقف: سانروف

## نگارخانه

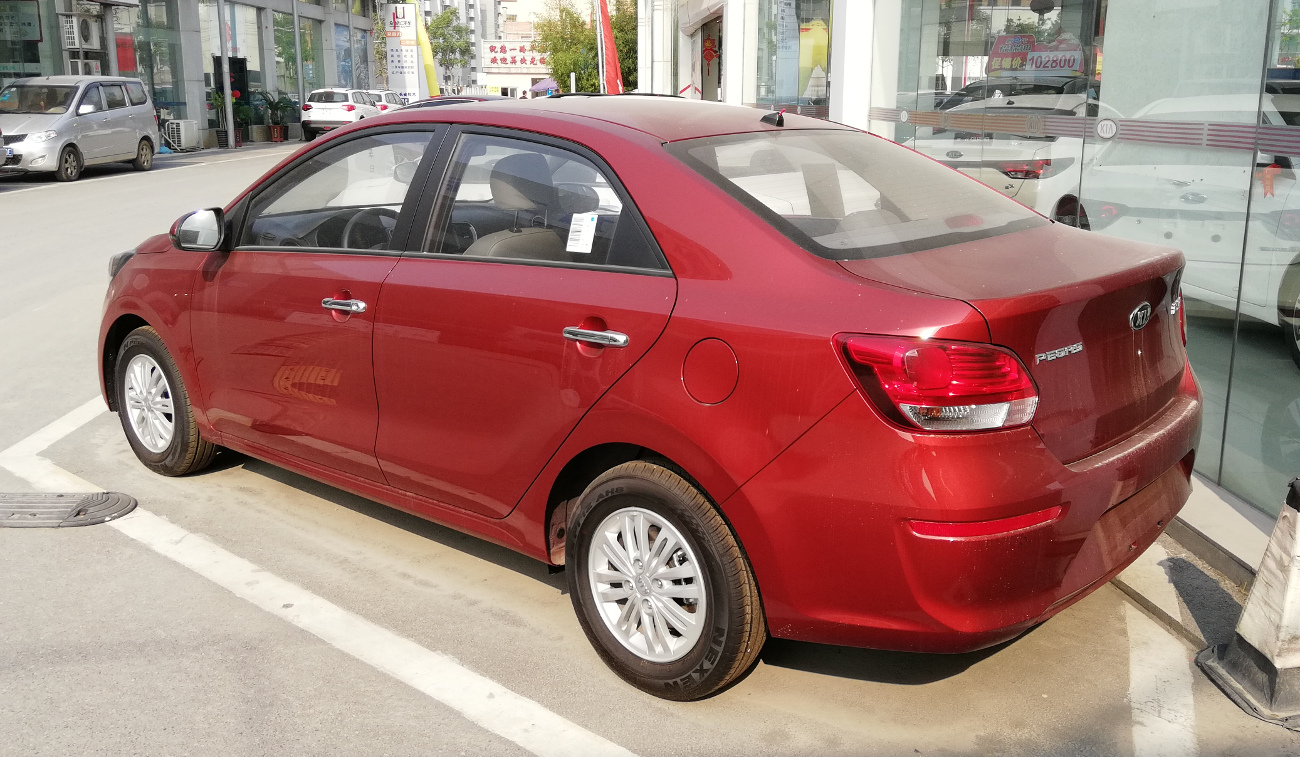
نمای عقب
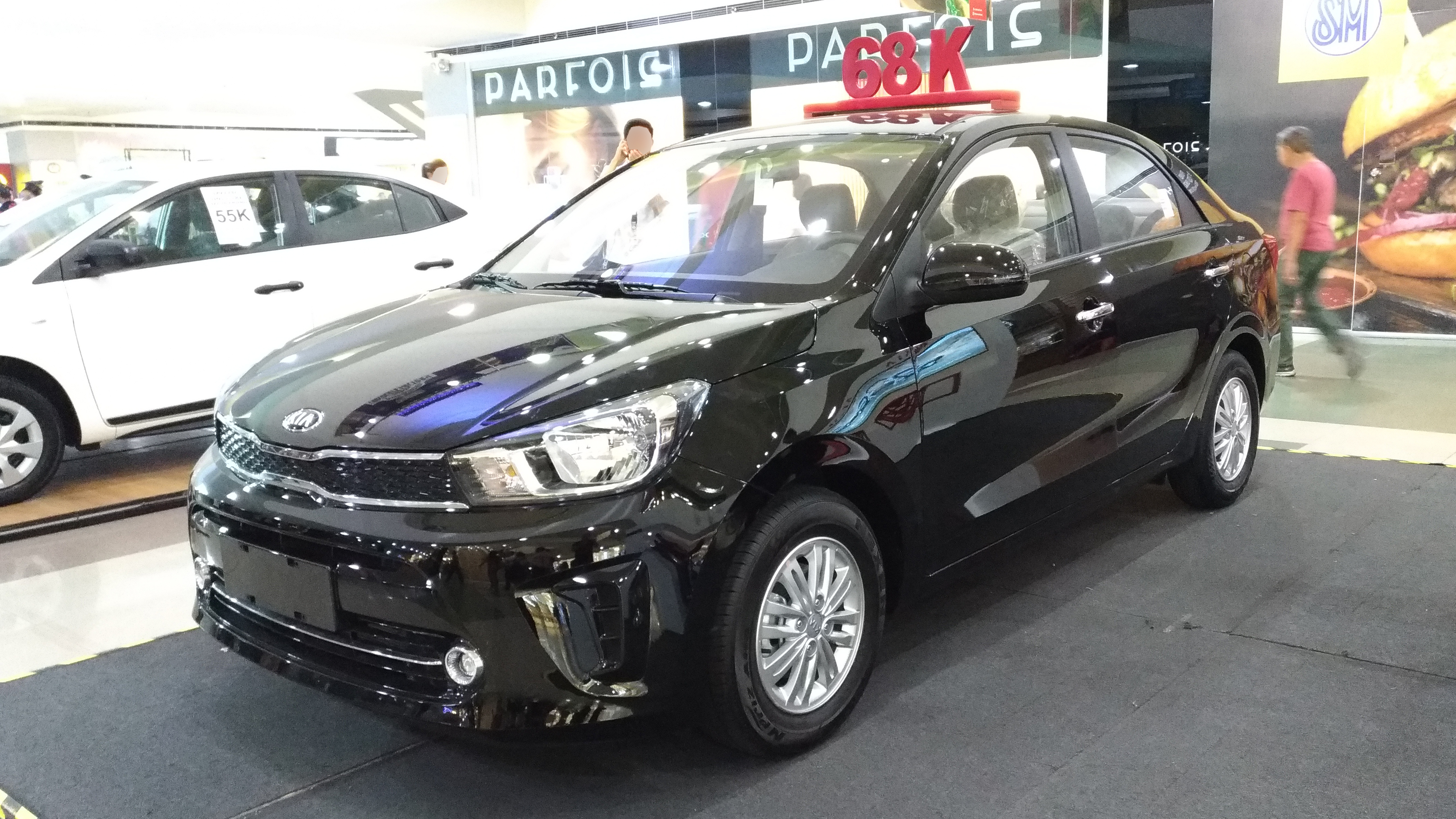
کیا پگاس
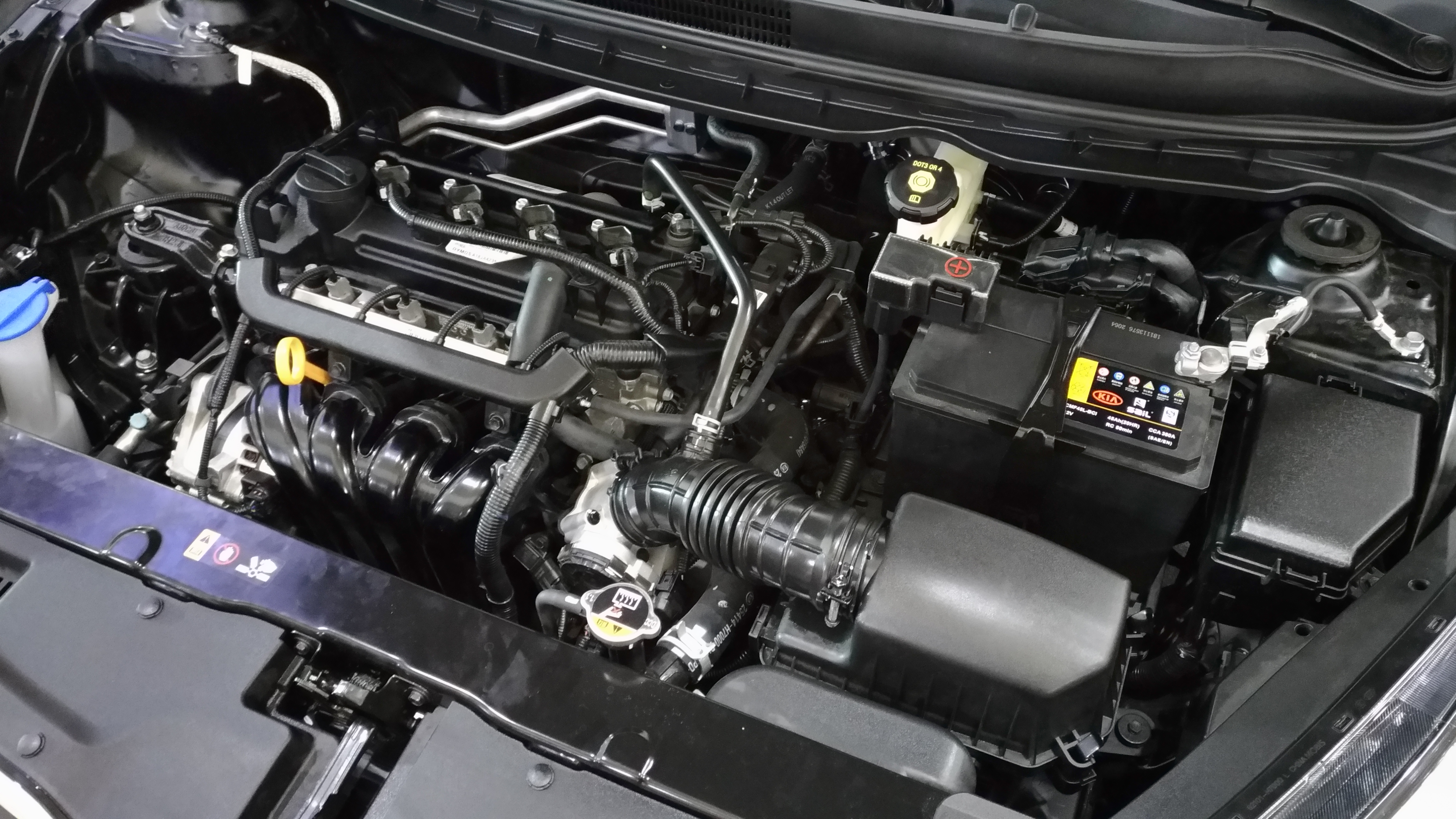
موتور ۱٫۴ لیتری کاپا
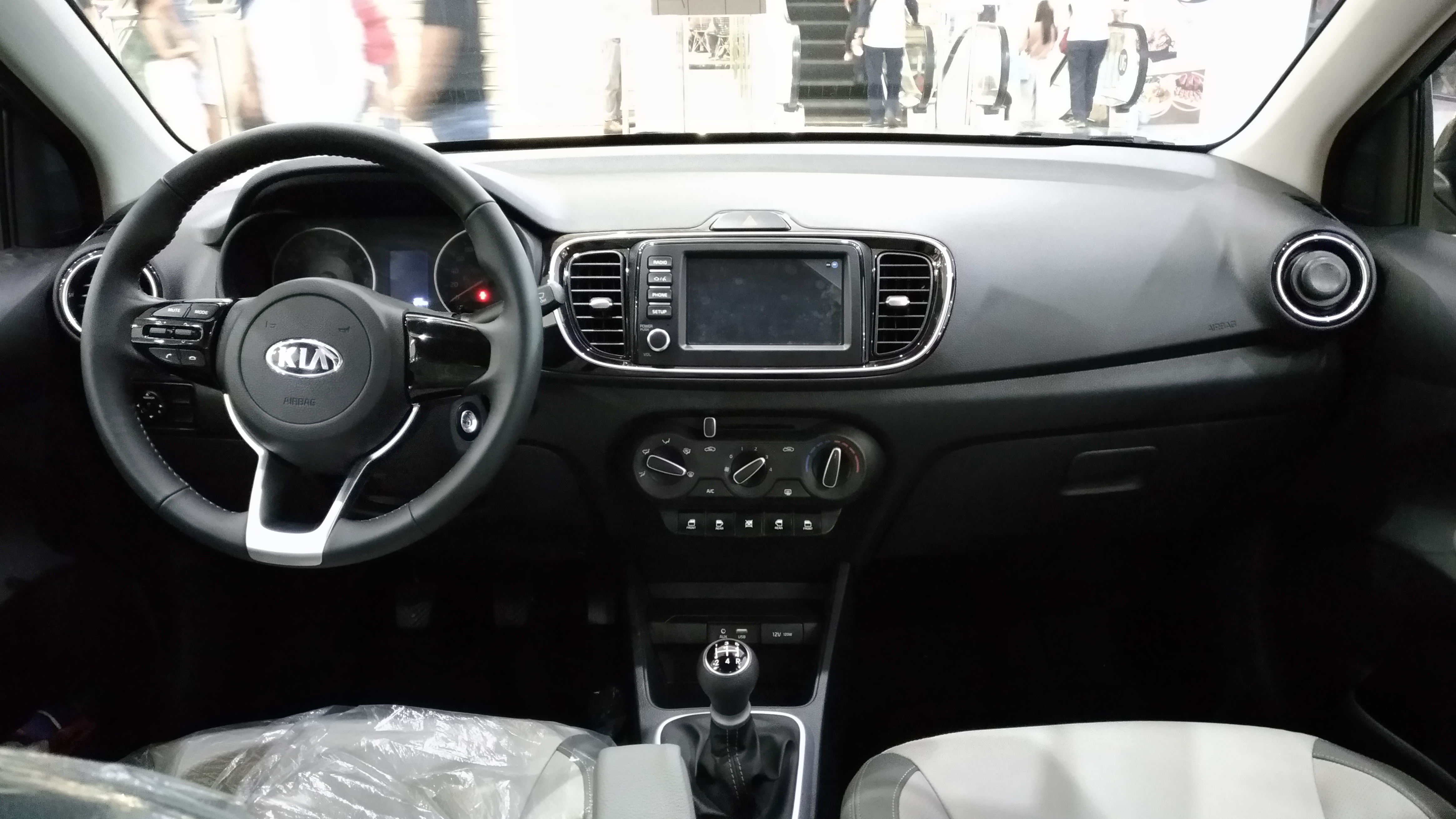
نمای داخلی